# Otolice
Otolice – wieś w Polsce położona w województwie łódzkim, w powiecie łowickim, w gminie Łowicz.
W latach 1959–1972 wieś była siedzibą gromady Otolice. W latach 1975–1998 miejscowość administracyjnie należała do województwa skierniewickiego.
Przez miejscowość przebiega droga wojewódzka nr 703.
Wieś arcybiskupstwa gnieźnieńskiego w powiecie orłowskim województwa łęczyckiego w końcu XVI wieku. Była wsią klucza zduńskiego arcybiskupów gnieźnieńskich.
Przez miejscowość przepływa niewielka rzeka Bobrówka, dopływ Bzury.